# 김양희 (연출가)
김양희는 대한민국의 텔레비전 드라마 연출감독이다.

## 드라마
- 2015년 네이버 TV 웹드라마 《고결한 그대》 ... 연출
- 2022년 tvN 주말 특별기획드라마 《우리들의 블루스》 ... 공동연출